# Hubble Ultra Deep Field

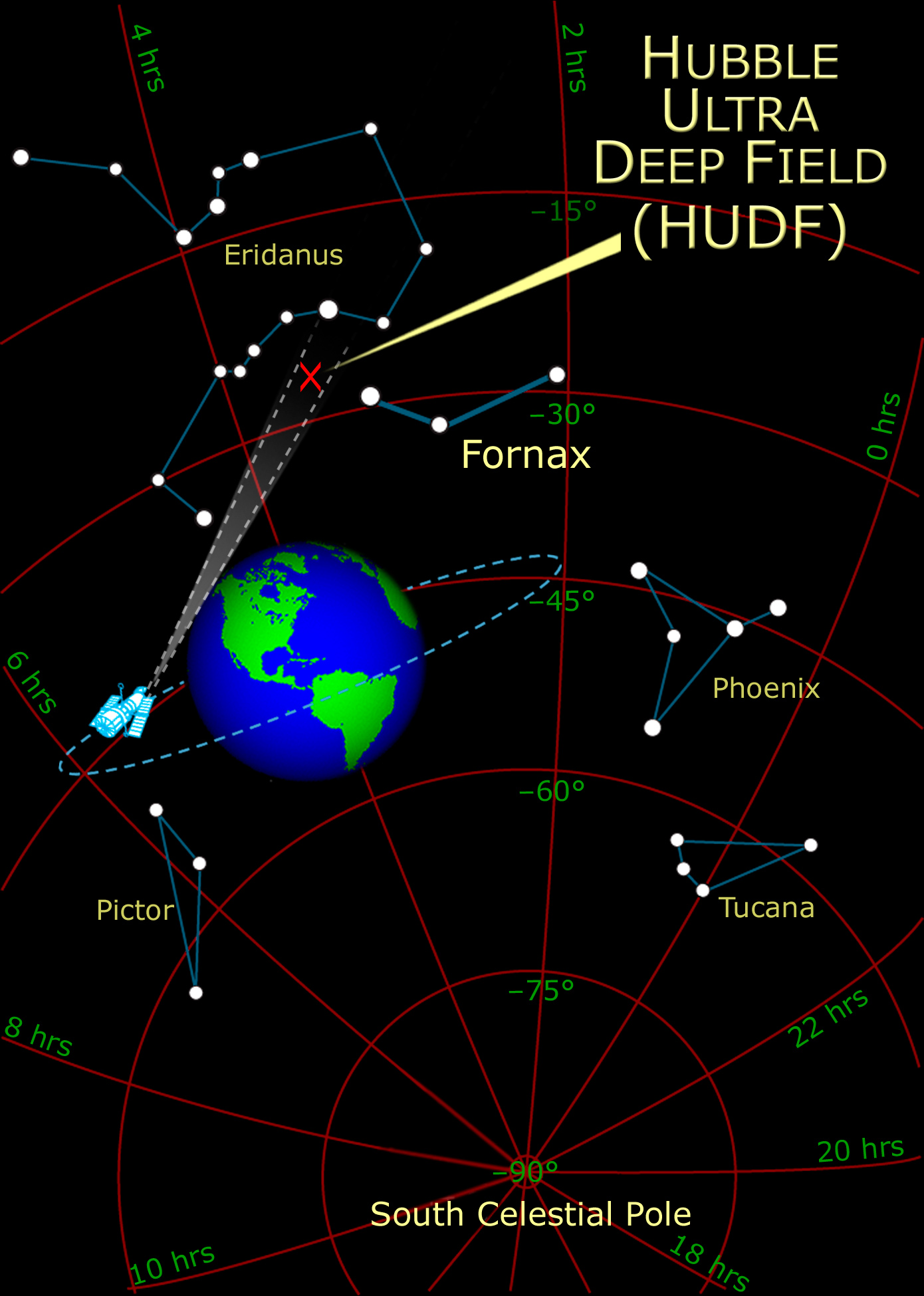

Hubble Ultra Deep Field (надглибоке поле Габбла) — зображення невеликої ділянки неба діаметром близько 3 кутових мінут у сузір'ї Печі, зроблене на основі знімків космічного телескопа Габбла з витримкою понад мільйон секунд (11,3 діб). 
Опубліковане зображення є комбінацією двох знімків: з вдосконаленої оглядової камери (англ. ACS — Advanced Camera for Surveys) і з камери ближнього інфрачервоного діапазону та мультиоб'єктного спектрометра (англ. NICMOS — Near Infrared Camera and Multi-object Spectrometer), і охоплює більше 10000 галактик різної форми, розміру та віку. Червоний зсув цих галактик лежить у межах від 7 до 12, тобто, ми бачимо їх такими, якими вони були у ранньому Всесвіті, десь між 400 та 800 мільйонами років після Великого вибуху. На час публікації деякі з цих галактик були найвіддаленішими з відомих об'єктів.

## Вибір ділянки
Ділянка неба для спостережень обиралася таким чином, щоб на ній було якомога менше зір нашої Галактики. Спостереження поля розпочалися 24 вересня 2003 року й тривали до 16 січня 2004. Попередні знімки було вперше продемонстровано 8 січня 2004 року на 223-ій зустрічі Американського астрономічного товариства у Вашингтоні.

## Наукове значення
Знімок призначений для досліджень утворення та еволюції галактик у ранньому Всесвіті, у перший мільярд років після Великого вибуху.

## Подальші знімки ділянки
2012 року було опубліковано зображення дещо меншої ділянки надглибокого поля (2,3′×2′), побудоване зі знімків телескопа Габбла з витримкою близько 2 млн сек (22,5 доби). Це зображення отримало назву англ. Hubble eXtreme Deep Field (XDF, укр. надзвичайно глибоке поле Габбла).